# Swallow the Sun
Gli Swallow the Sun sono un gruppo doom metal/melodic death metal nato nel 2000 a Jyväskylä (Finlandia).

## Storia
Gli Swallow the Sun nascono agli inizi del 2000 ad opera del chitarrista Juha Raivio al quale si unisce quasi subito il batterista Pasi Pasanen (entrambi membri dei Plutonium Orange. Il duo realizzò un paio di brani tra cui Through Her Silvery Body che sarebbe stato poi incluso nei loro primo demo Out of This Gloomy Light.

### 2001 - 2004

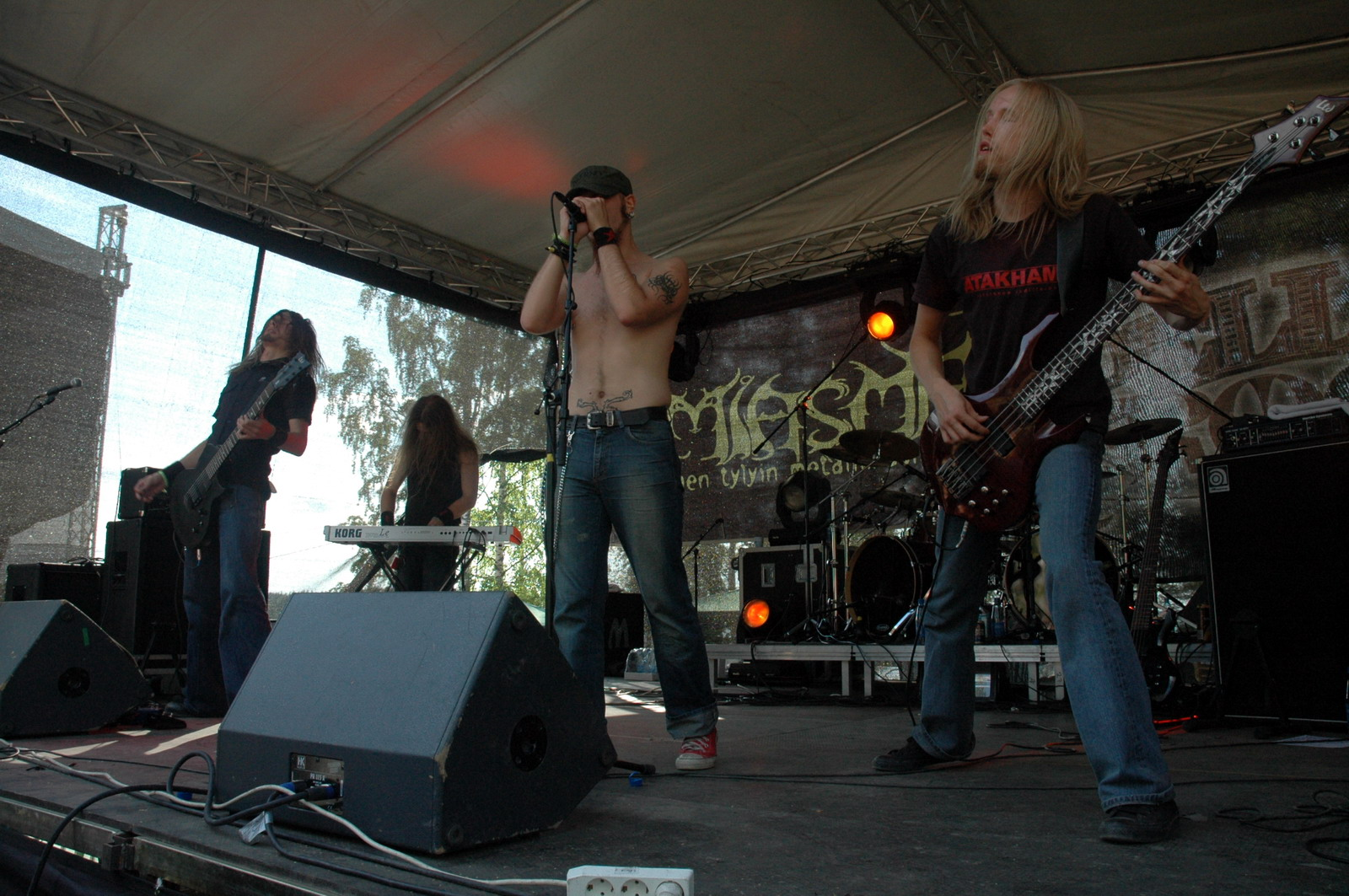
Gli Swallow the Sun dal vivo nel 2006

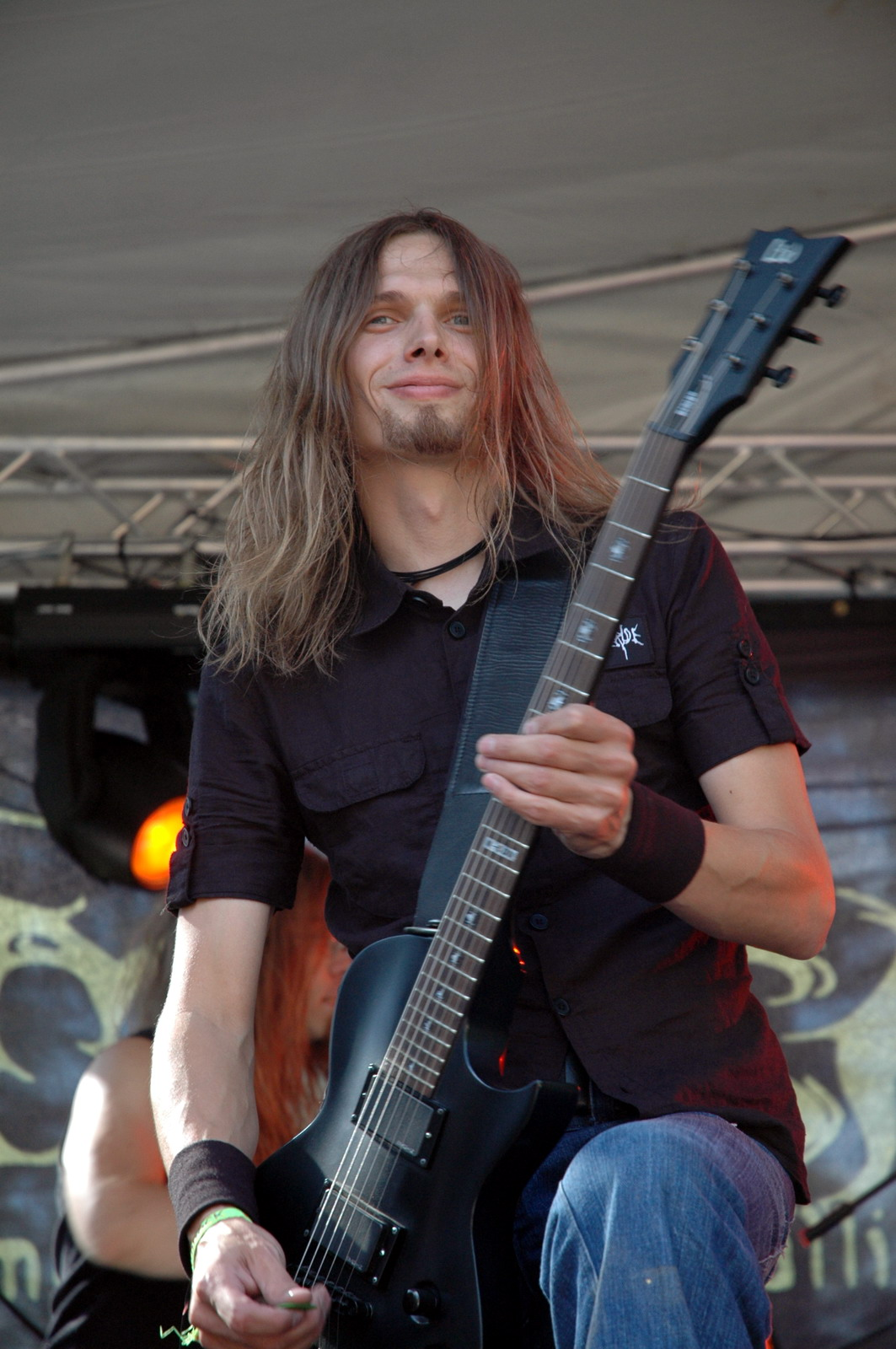
Juha Raivio, fondatore e chitarrista del gruppo

Nel 2001 la formazione della band diviene completa con l'inserimento di Markus Jämsen (già conosciuto da Raivo e Pasanen) come secondo chitarrista, Aleski Munter alle tastiere, nonché Mikko Kotamäki e Matti Honkonen - dei Funeris Nocturnum - rispettivamente quali cantante e bassista.
Con questa formazione gli Swallow the Sun cominciano ad arrangiare i brani che avrebbero poi dovuto far parte del loro primo demo.
Il lavoro, intitolato Out of This Gloomy Light, fu registrato nel gennaio 2003 al "Sam's Workshop" da Sami Kokko, che si occupò anche del mixing, e portò la band a firmare un contratto con la Firebox Records, contratto che permise, sempre nel 2003, agli Swallow the Sun di registrare e pubblicato il loro LP di debutto The Morning Never Came.

### 2005-2007
Nel febbraio del 2005 il gruppo realizza il secondo LP, Ghost of Loss, il cui singolo Forgive Her... raggiunge il 4º posto nella classifica dei 20 singoli più venduti in Finlandia e vi rimase per 6 settimane.
Nel 2006 la band firma con la Spinefarm Records e inizia un piccolo tour per l'Europa. Nel gennaio del 2007 vede la luce il terzo lavoro del gruppo Hope, che include (nella versione digipack) una cover di Alavilla mailla (dal gruppo tradotto in "These Low Lands") brano di Timo Rautiainen & Trio Niskalaukaus e cantato da Tomi Joutsen frontman degli Amorphis.
Il disco vanta anche la collaborazione di Jonas Renkse dei Katatonia nel brano The Justice of Suffering. All'uscita dell'album seguì un tour negli Stati Uniti assieme a Katatonia, Scar Symmetry e Insomnium.

### 2008-2015
Nel settembre del 2008 realizzano un EP intitolato Plague of Butterflies e nel dicembre dello stesso anno partono per un tour nel Regno Unito di supporto agli Apocalyptica.
Nel maggio del 2009 gli Swallow the Sun annunciano l'ingresso nella band di Kai Hahto dei Wintersun per colmare il vuoto lasciato dall'uscita dal gruppo del batterista Pasi Pasanen. Nello stesso anni esce il 4° Lp della band, intitolato New Moon e prodotto da Jens Bogren.
Il quinto album in studio Emerald Forest and the Blackbird è stato pubblicato il 1° febbraio 2012. Il singolo principale dell'album, Cathedral Walls, vede la partecipazione dell'ex cantante dei Nightwish, Anette Olzon. Il brano Labyrinth of London vede la partecipazione della compagna di Raivio, Aleah Stanbridge.
Gli Swallow the Sun hanno pubblicato il triplo album Songs from the North I, II & III il 13 novembre 2015. Ognuno dei tre dischi incarna una diversa sfaccettatura dello stile della band: Gloom, Beauty e Despair. Intanto, Juuso Raatikainen sostituisce Kai Hahto come batterista, pa causa degli impegni di Hahto per l'album Endless Forms Most Beautiful dei Nightwish e per il successivo tour. 

### 2016-2018
Nel novembre 2018, la band ha annunciato il suo settimo album, When a Shadow Is Forced into the Light. L'album è stato pubblicato il 25 gennaio 2019 dalla Century Media Records. È incentrato sulla morte della compagna di Raivio, Aleah Stanbridge, sul lutto di Raivio e sulla sua vita dopo la morte della Stanbridge. Il titolo dell'album è una citazione della Stanbridge, che era anche un testo della canzone Broken Mirror dei Trees of Eternity, gruppo del quale faceva parte.
Il 21 dicembre 2018 è stato pubblicato il singolo Lumina Aurea, con la partecipazione di Einar Selvik dei Wardruna e Marco I dei The Foreshadowing. Il brano incarna il lutto e altre emozioni provate da Raivio dopo la morte della sua compagna Aleah Stanbridge nel 2016.

### 2021-2023
Il 28 maggio 2021, il gruppo ha annunciato il suo primo album dal vivo. L'occasione è il 20º anniversario del loro album di debutto. 20 Years of Gloom, Beauty and Despair - Live in Helsinki è stato pubblicato il 20 aprile. L'album è stato registrato dal vivo il 26 febbraio 2020 al Tavastia Club di Helsinki durante il tour per il 20° anniversario. Le prime otto tracce sono un set acustico che comprende l'intera seconda parte dell'album Songs From The North. Le altre canzoni sono state selezionate tramite un sondaggio sui social media che chiedeva ai fan di indicare le loro canzoni preferite degli altri album.
L'ottavo album in studio degli Swallow The Sun, intitolato Moonflowers, è stato pubblicato il 19 novembre 2021, con archi registrati dal trio d'archi Trio NOX. La band ha poi annunciato un tour nordamericano ed europeo per promuovere l'uscita dell'album, seguito da un tour latinoamericano all'inizio del 2023.

### 2024 - oggi
Il nono album in studio della band, Shining, è stato pubblicato il 18 ottobre 2024 dalla Century Media Records. L'album è stato prodotto da Dan Lancaster.

## Formazione

### Formazione attuale
- Mikko Kotamäki - voce
- Juha Raivio - chitarra
- Markus Jämsen - chitarra
- Matti Honkonen - basso
- Aleksi Munter - tastiere
- Kai Hahto - batteria

### Ex componenti
- Pasi Pasanen - batteria

## Discografia
Album in studio
- 2003 - The Morning Never Came
- 2005 - Ghosts of Loss
- 2007 - Hope
- 2009 - New Moon
- 2012 - Emerald Forest And The Blackbird
- 2015 - Songs from the North
- 2019 - When a Shadow Is Forced into the Light
- 2021 - Moonflowers
- 2024 - Shining

Demo
- 2003 - Out of this Gloomy Light

EP
- 2008 - Plague of Butterflies

Singoli
- 2005 - Forgive Her...
- 2007 - Don't Fall Asleep
- 2012 - Cathedral Walls
- 2018 - Lumina Aurea